# Turki Awad
Turki Awad (...) è un ex calciatore saudita, di ruolo centrocampista o difensore.

## Carriera

### Nazionale
Ha giocato una sola partita in Nazionale, il 1º ottobre 1994 a Hiroshima contro l'Uzbekistan disputato nell'ambito dei XII Giochi asiatici.